# Kabaçalı, Adaklı
Kabaçalı là một xã thuộc huyện Adaklı, tỉnh Bingöl, Thổ Nhĩ Kỳ. Dân số thời điểm năm 2010 là 14 người.